# クリスティーナ湖 (カナダ・ブリティッシュコロンビア州)
クリスティーナ湖（Christina Lake）とは、北アメリカ大陸の北西部に存在する、小さな湖の1つである。この湖周辺の気候は、カナダ国内においては比較的温暖であることで知られている。なお、この湖周辺の入植地に関してはChristina Lake, British Columbiaを参照のこと。それから、同名の湖についてはクリスティーナ湖を参照のこと。

## 概要
現在使用されている、この湖の「クリスティーナ」という名称は、クリスティーナ・マクドナルド（Christina McDonald）にちなんで命名された

。
クリスティーナ湖は、おおよそ北緯49度07分、西経118度15分付近に位置している。ここは、カナダのブリティッシュコロンビア州の南端部に当たり、少し南の北緯49度の緯線が、カナダとアメリカ合衆国との国境である。この地域の気候は、比較的乾燥している上に、カナダとしては温暖であるため、この湖の付近が、高温乾燥を原因とする樹木限界線に当たることでよく知られている。また、このような気候のため、この湖の湖面の標高は約446mと少し高い場所に存在しているものの、夏場の7月から8月初旬にかけての湖面付近の平均水温は23℃くらいとなる。この夏の時期には水深約3mほどの場所に変温躍層（大きく水温が変わる場所）が出現する。変温躍層の出現時に湖に潜ると、この水深3m付近から下は急激に温度が低下するのを体感できる。なお、クリスティーナ湖の湖面面積は約2万5489km2、長さ約18km、幅約1.5kmの小さな細長い湖である。

## 周辺地域

### 湖周辺の利用
クリスティーナ湖周辺は、別荘地となっている他、ハイキングなどの野外活動が行われる場所として知られている。この他、近くにはゴルフ場も存在する。また、湖ではボートに乗ったり、キャンプしたり、水泳したり、釣りをしたりなどがされている。
（より詳しくは、英語版の「Attractions」の節などを参照のこと。）

### クリスティーナ・レイク入植地
クリスティーナ湖周辺には、元々ファースト・ネーション（先住民）がいた。ここに白人が入植（侵略）してきた。また、アメリカ合衆国との国境に近いという関係もあって、第2次世界大戦の時には、当時アメリカ合衆国に住んでいた日本人が難民となって流入してきた地域の1つでもある。なお、この湖周辺のクリスティーナ・レイク入植地の詳細は、Christina Lake, British Columbiaを参照のこと。